# Salvinia auriculata
Salvinia auriculata är en simbräkenväxtart som beskrevs av Jean Baptiste Christian Fusée-Aublet. Salvinia auriculata ingår i släktet Salvinia och familjen Salviniaceae. Inga underarter finns listade.

## Bildgalleri

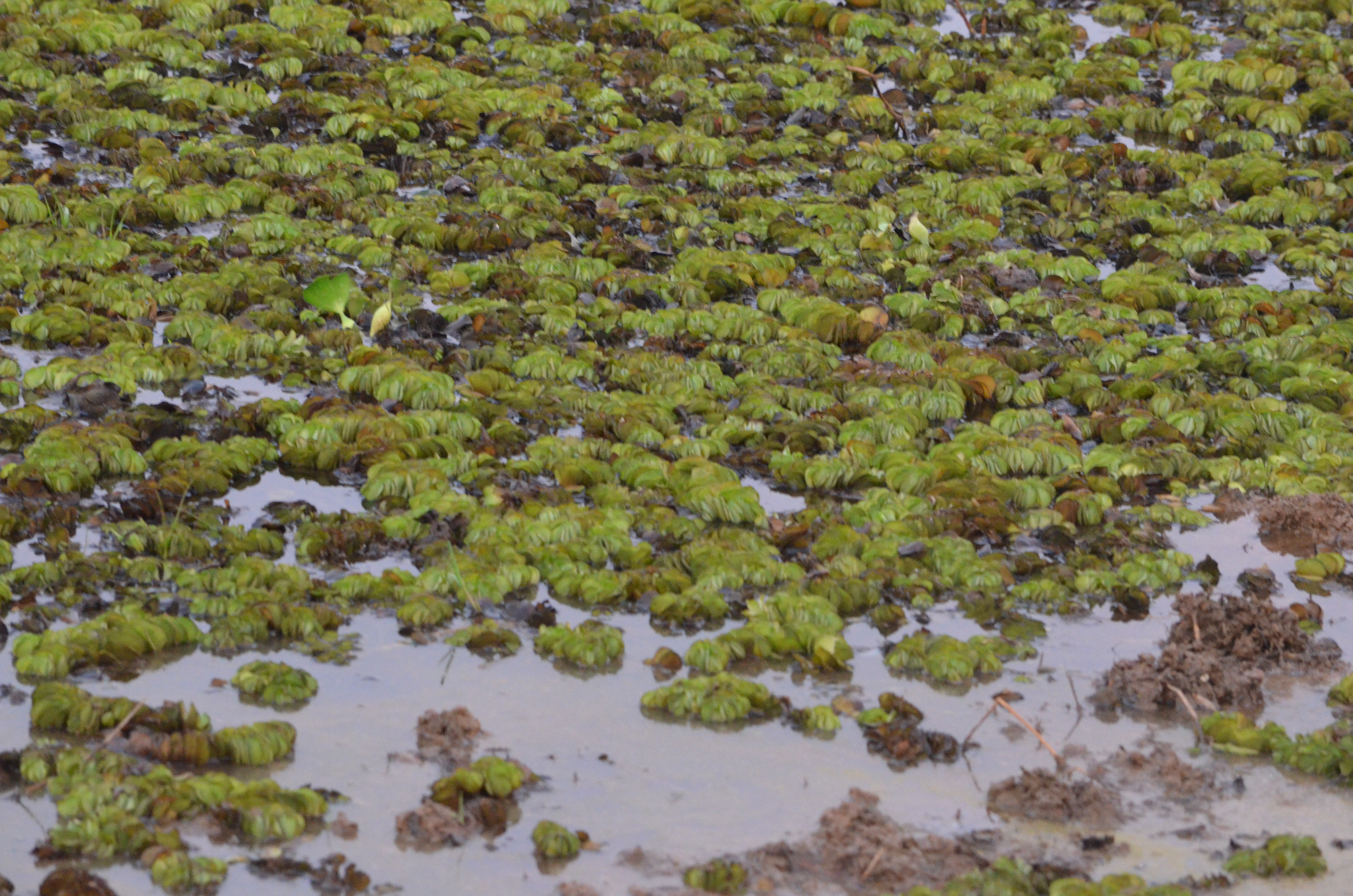
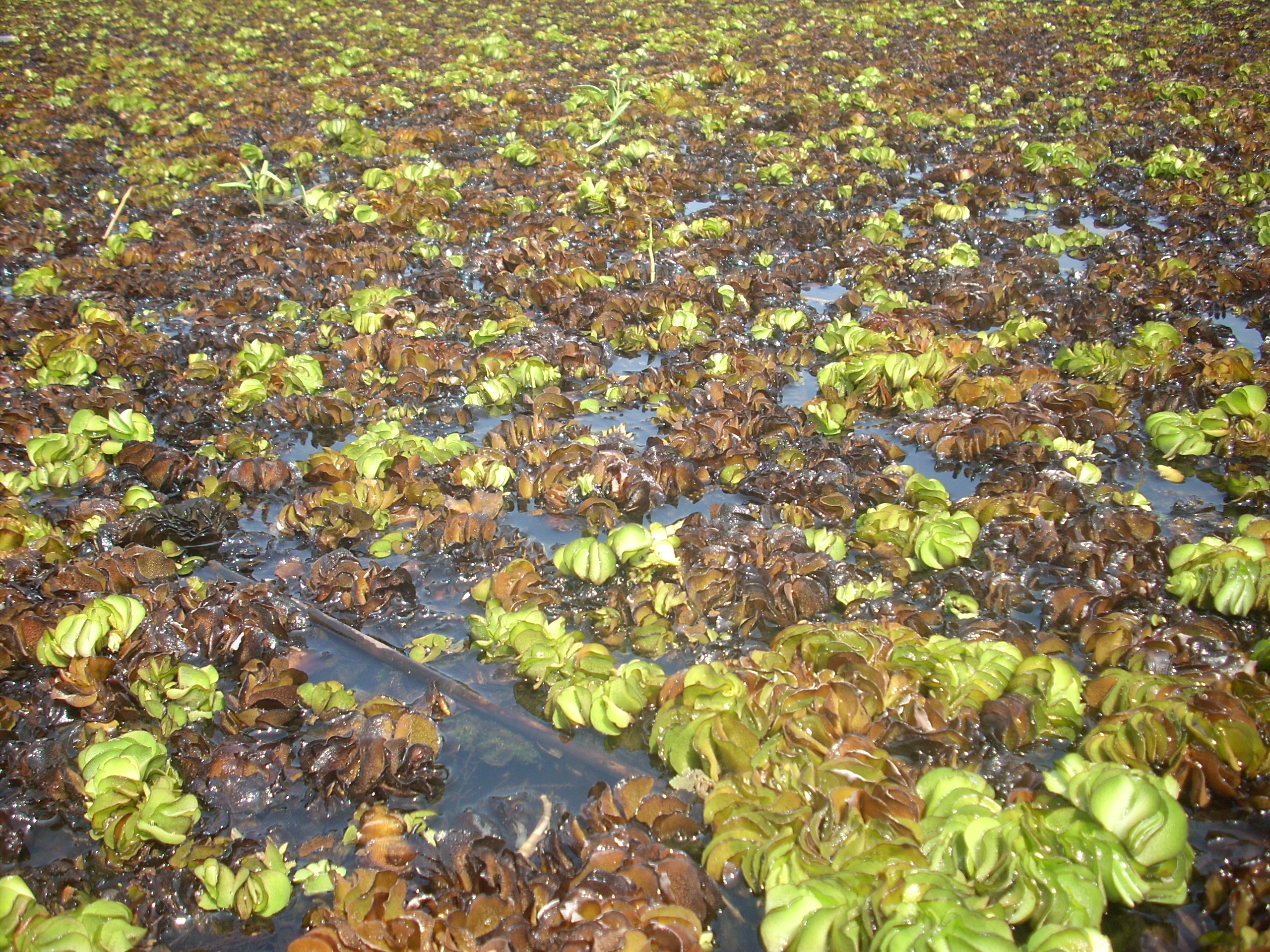
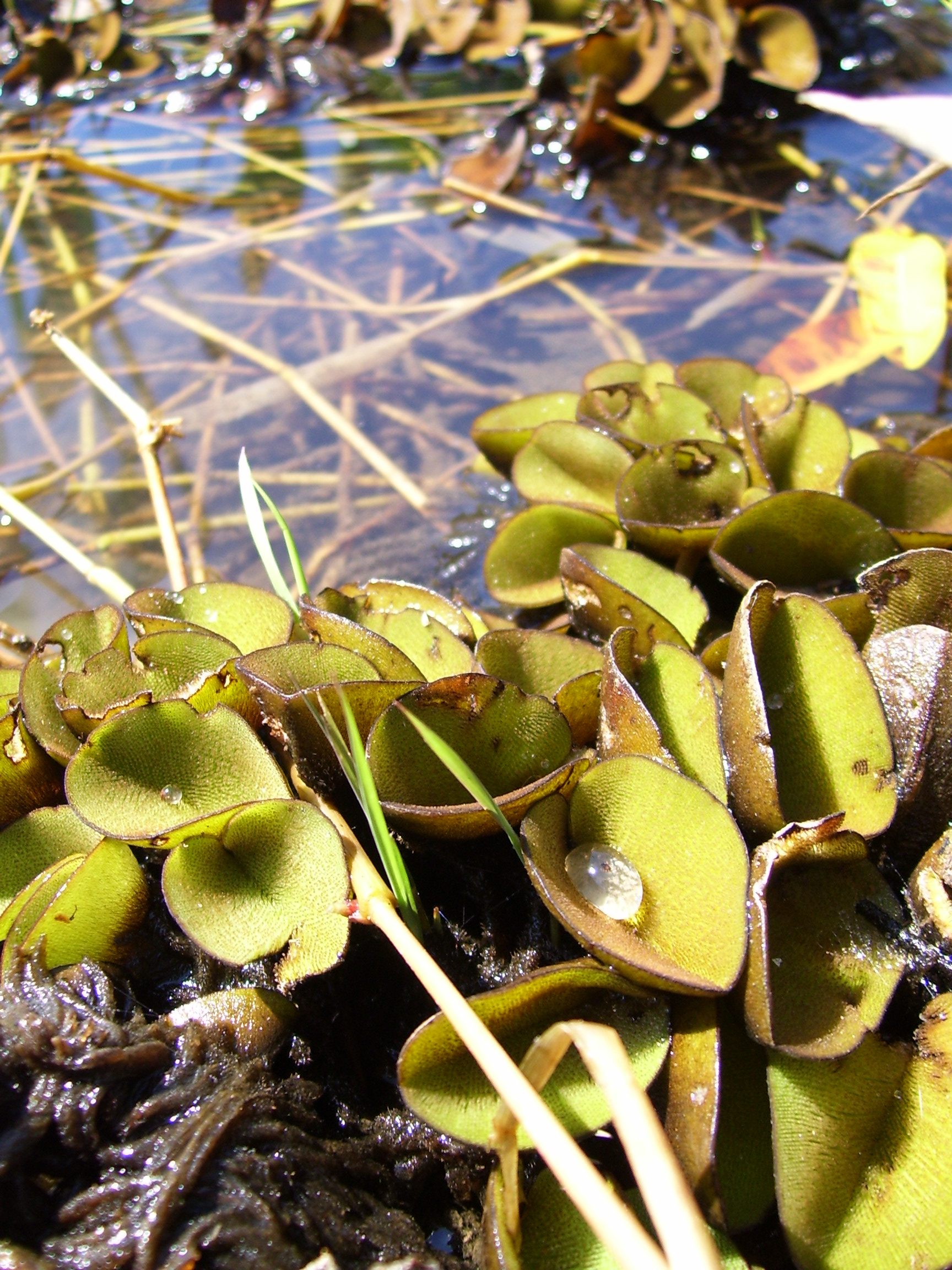
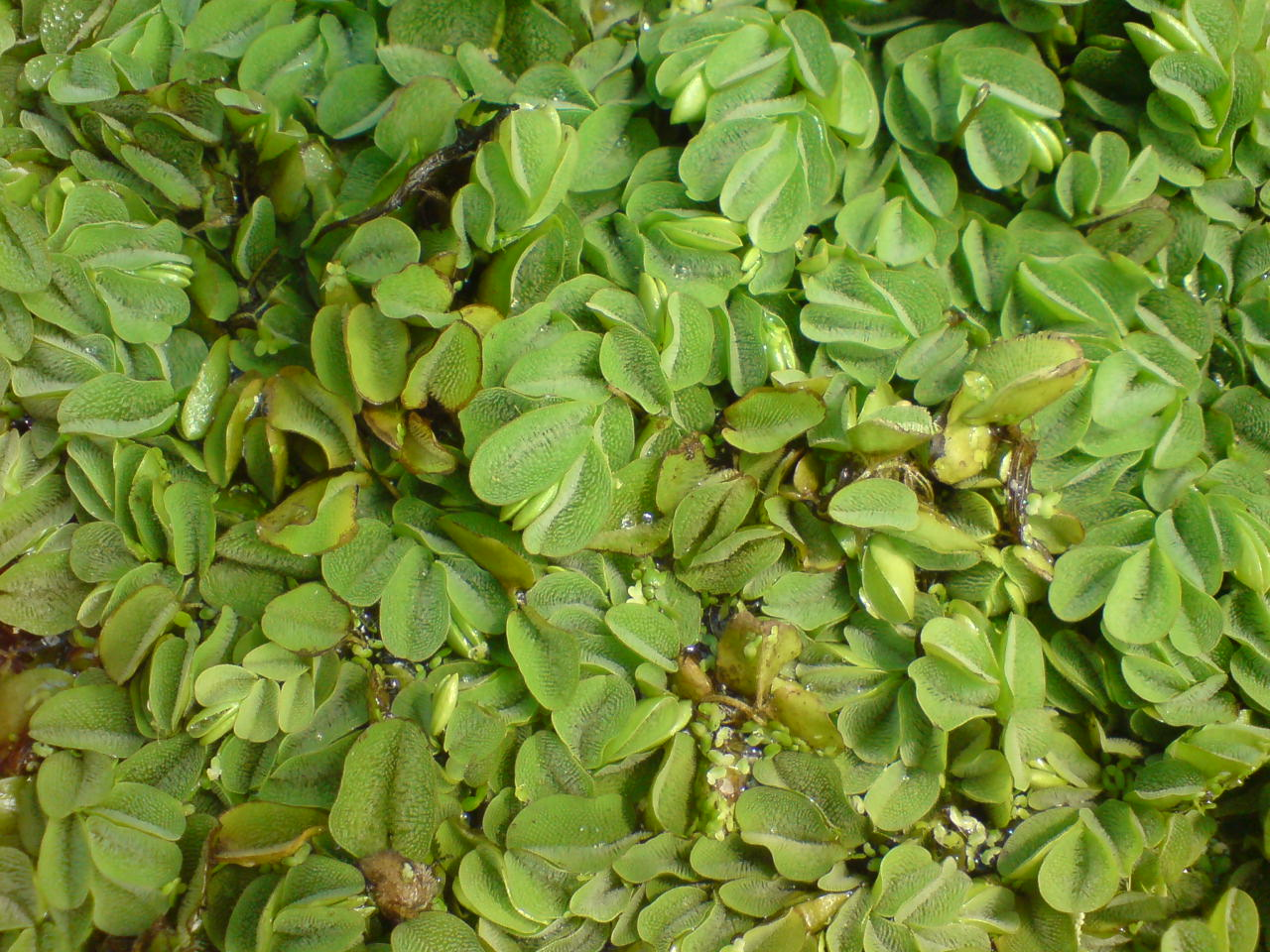
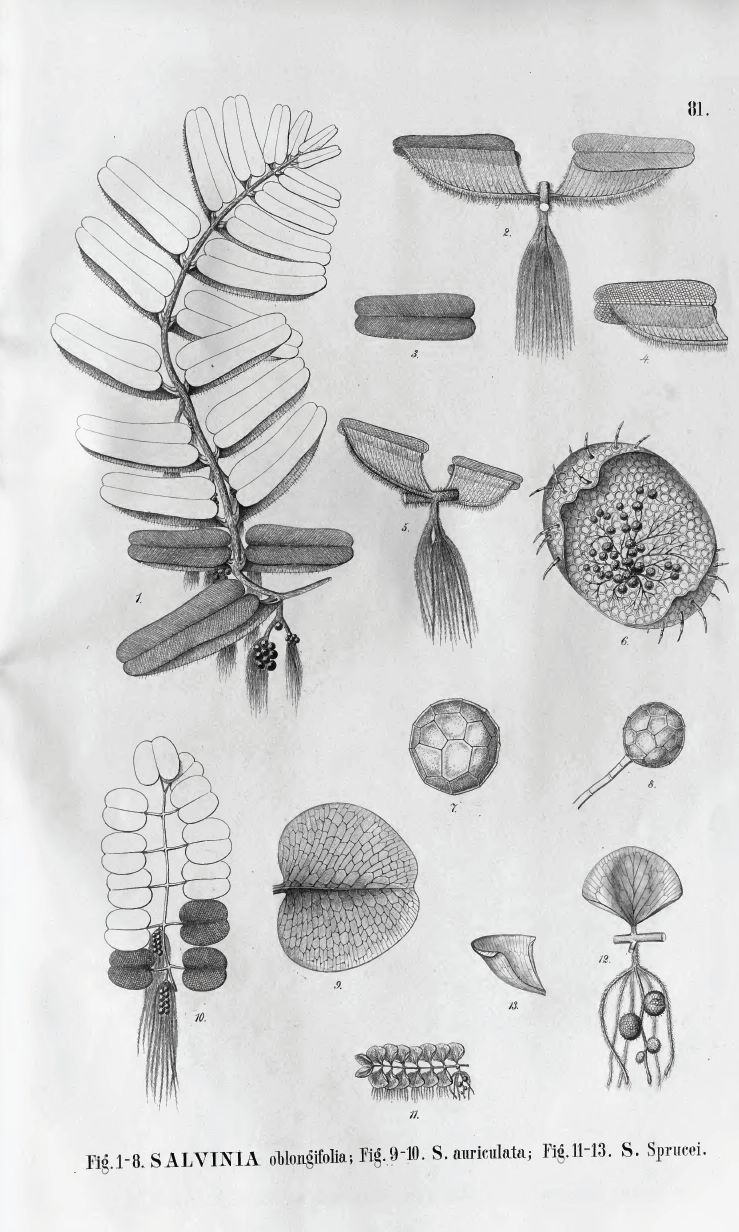
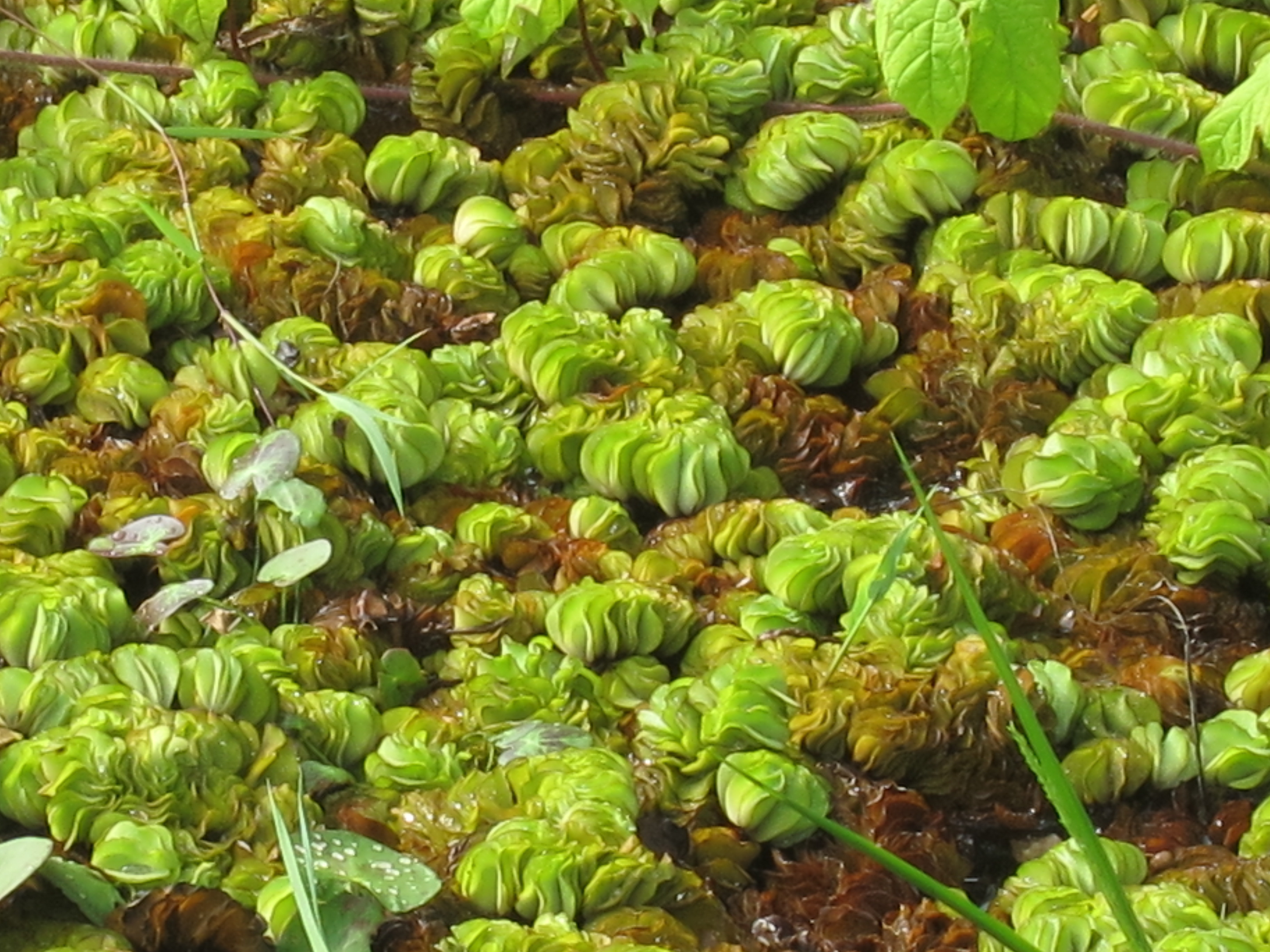